# Podmokly (Děčín)
Podmokly (německy Bodenbach) jsou IV. částí statutárního města Děčína. Leží na levém břehu Labe a protéká nimi Jílovský potok. Vlastní Děčín (Děčín I) leží na pravém břehu Labe. Do roku 1942 byly Podmokly samostatným městem. Katastrální území Podmokly zahrnuje místní části Podmokly (IV), Rozbělesy (V), Letná (VI), Václavov (XXII) a Popovice (XXIII).

## Historie
První písemná zmínka o obci pochází z roku 1407.

Podmokly byly až do výstavby Severní státní dráhy jen menší osadou. Díky levné pracovní síle a strategické poloze při vodní cestě a posléze i železniční dráze se Podmokly rychle staly důležitým střediskem průmyslu. První průmyslové podniky zde byly založeny v letech 1826–1829.

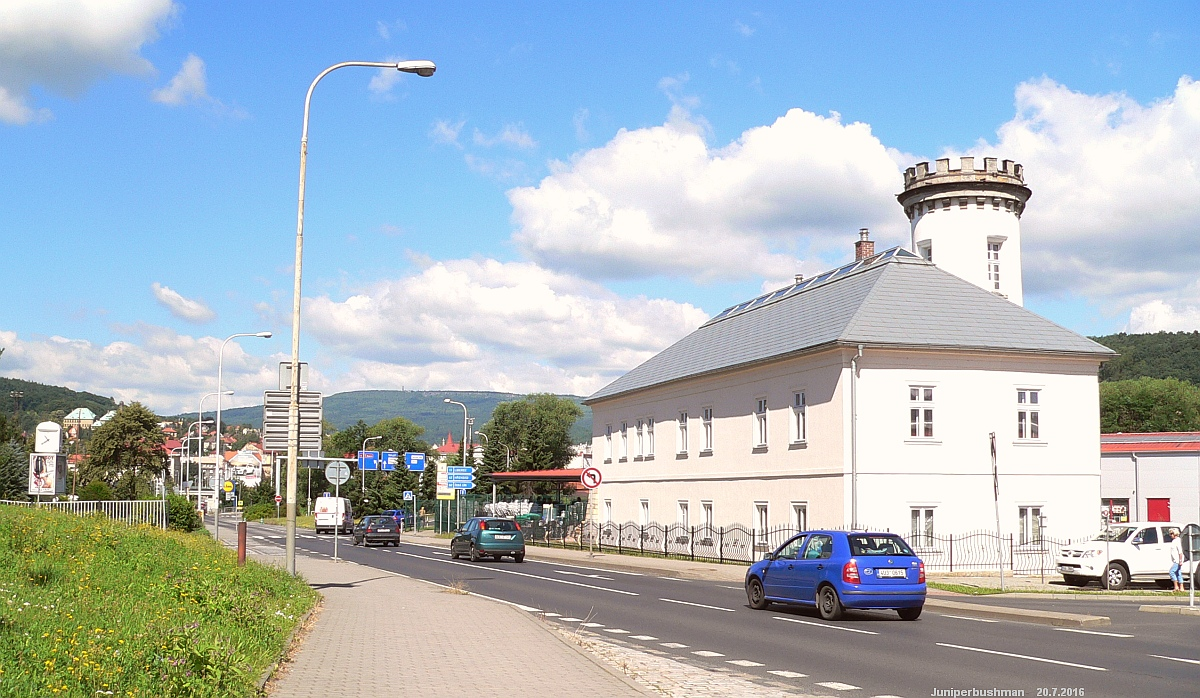
Budova bývalého poplužního dvora - původně renesanční tvrz založená po roce 1576

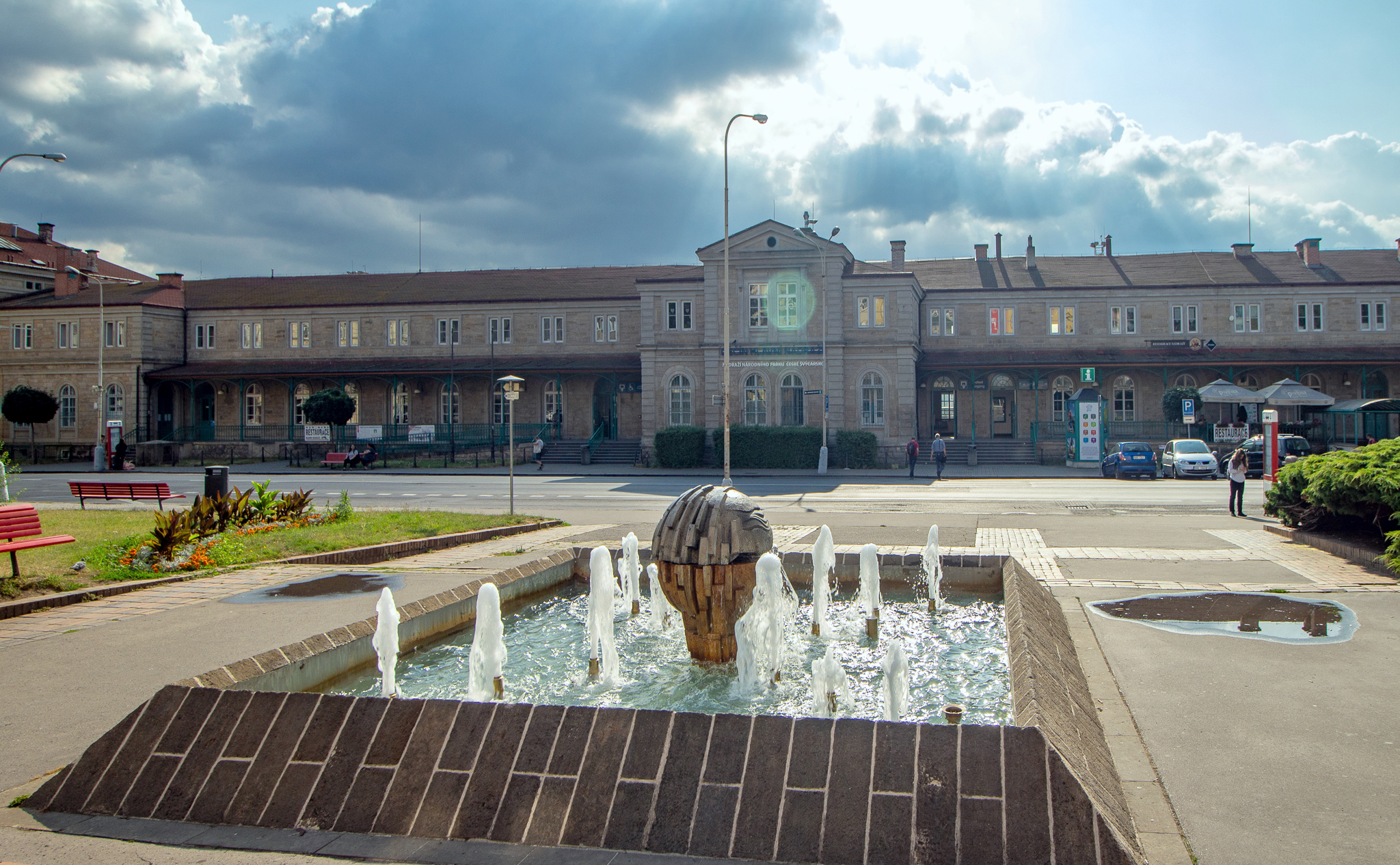
Památkově chráněná budova železniční stanice Děčín hlavní nádraží

K nejvýznamnějším patřila továrna na keramiku a kameninu, kterou roku 1829 založili Wilhelm (Leberecht) Schiller (1797, Obergrund (Horní Žleb)) a Friedrich «Fritz» V[incent]. M[einulph]. Gerbing (1798, Riesa – 1848). Vyráběli užitkové a dekorační předměty podle anglických vzorů Wedgwoodových, pravděpodobně nejdokonalejší v zahraničí. Dále závod vyráběl do forem lisované nádobí s bohatou plastickou dekorací, namísto glazury lakované kopálovým či jantarovým nátěrem, tzv. siderolit nebo terralit, podle laku mělo zboží zbarvení okrově žluté nebo zemitě hnědočervené. Významným závodem se stala původně jen pobočka drážďanské továrny na kakao, čokoládu a kávové náhražky Jordan & Timaeus, která byly až do založení děčínské Diany patrně nejvýznamnější severočeskou čokoládovnou. Dochovaly se z ní dodnes dva objekty, které po rekonstrukci slouží nákupnímu centru Jordanka.
K prudkému rozvoji obce na město došlo v důsledku výstavby železniční trati Praha–Drážďany, pro jejíž nádraží poskytl hrabě Thun-Hohenstein roku 1852 pozemky východně od svého loveckého zámku. Během padesátých let 19. století Podmokly počtem obyvatel přerostly sousední historické město Děčín. Přílivem dělníků z vnitrozemí se zde na konci 19. století vytvořila poměrně početná česká menšina. Rozvíjela se především doprava, keramický a potravinářský průmysl. Většina továrních objektů byla stržena kolem roku 1900, další vybombardované ruiny až po druhé světové válce. Tato městská část je zastavěna unikátní rozsáhlou secesní zástavbou obytných domů, která vznikla díky překotnému rozvoji Podmokel na přelomu 19. a 20. století.

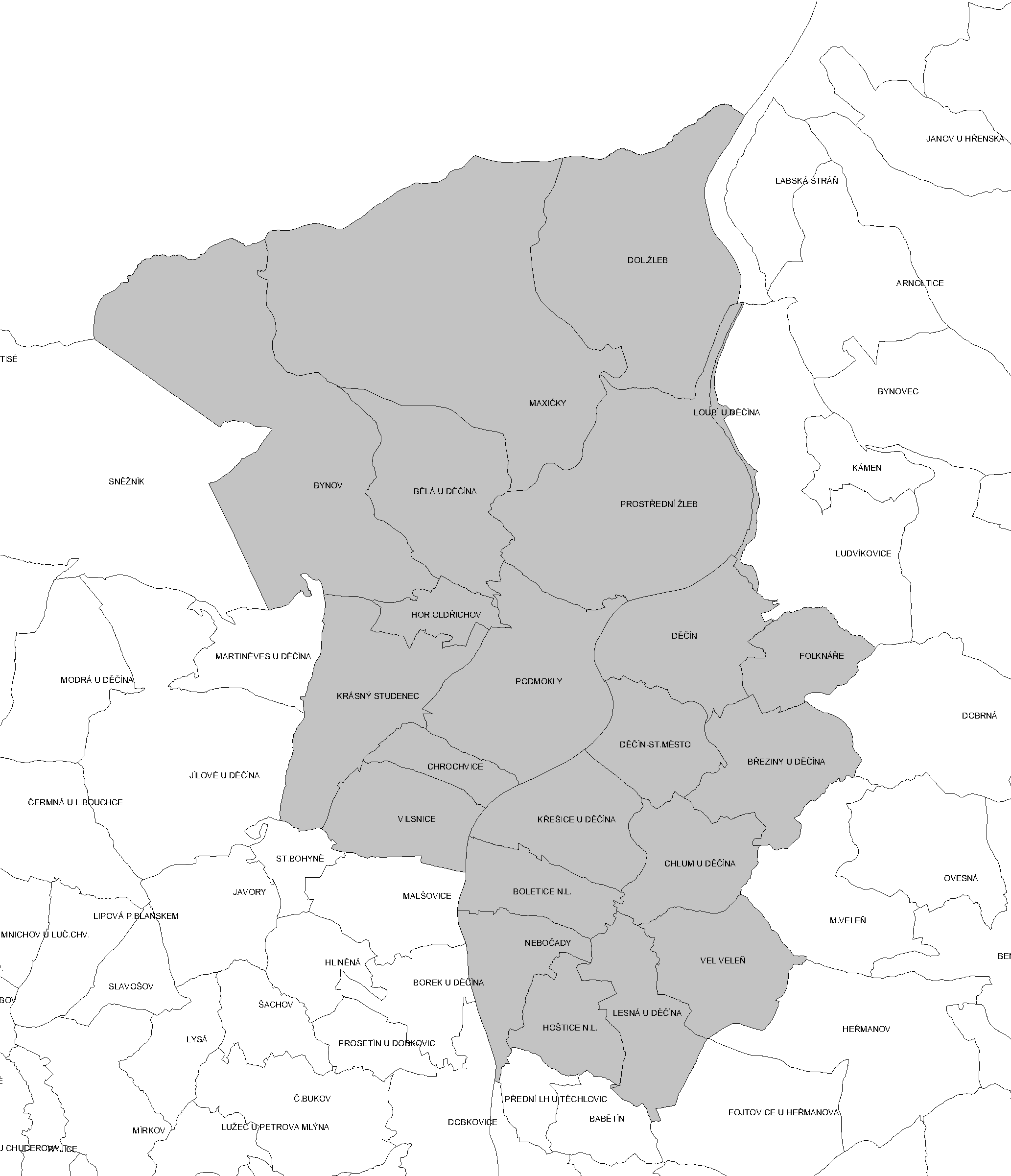
Katastrální členění Děčína

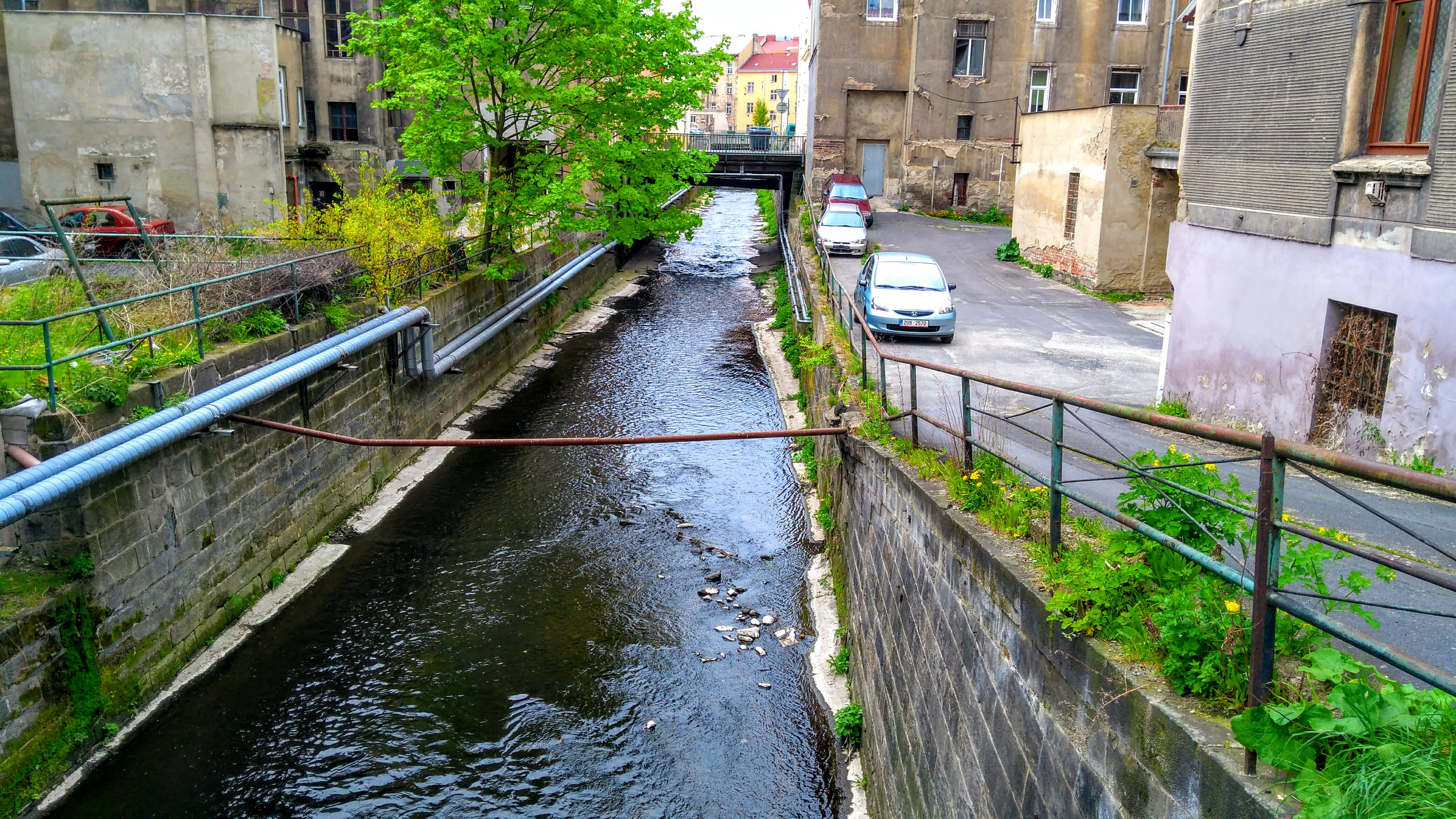
Jílovský potok

Obec Podmokly byla roku 1901 povýšena na město. V roce 1942, za druhé světové války, byly spojeny se sousedním městem Děčínem a se Starým Městem v jedno město Tetschen-Bodenbach. Po válce se pak město Děčín rozrostlo o řadu dalších obcí.
V Podmoklech byla od nepaměti většina obyvatelstva německé národnosti. Část Němců uprchla hned v prvních dnech po 9. květnu 1945, 16. května 1945 přijely do Podmokel Revoluční gardy. Němečtí obyvatelé byli zbaveni československého občanství a v několika vlnách většinou deportováni do Německa nebo do internačních táborů. Prázdné byty zajistila policie a připravila je pro nově příchozí české osídlence, mnohé domy se staly terčem rabování.
V Podmoklech se nachází děčínské městské divadlo, Pastýřská stěna se Zoo Děčín a mnoho obchodních domů. Přes Podmokly protéká Jílovský potok.

## Obyvatelstvo
Při sčítání lidu v roce 1921 ve městě žilo 14 269 obyvatel (z toho 7 120 mužů), z nichž bylo 1 628 Čechoslováků, 11 307 Němců, 47 Židů, devatenáct příslušníků jiné národnosti a 1 268 cizinců. Převažovala římskokatolická většina (11 681 osob) a kromě ní zde bylo 1 525 evangelíků, 56 členů církve československé, 265 židů, 164 členů nezjišťovaných církví a 578 lidí bez vyznání. Podle sčítání lidu z roku 1930 měly Podmokly 16 899 obyvatel: 3 344 Čechoslováků, 12 371 Němců, 109 příslušníků jiné národnosti a 1 164 cizinců. Římských katolíků bylo 12 272, k evangelickým církvím se hlásilo 1 619 osob, 295 k církvi československé, 136 k nezjišťovaným církvím, židů bylo 335 a zbývajících 2 331 lidí bylo bez vyznání.
| | 1869  | 1880  | 1890  | 1900  | 1910   | 1921   | 1930   | 1950   | 1961  | 1970  | 1980  | 1991  | 2001  | 2011  |
| --- | ----- | ----- | ----- | ----- | ------ | ------ | ------ | ------ | ----- | ----- | ----- | ----- | ----- | ----- |
| Obyvatelé | 3 325 | 5 480 | 6 922 | 9 989 | 12 610 | 14 387 | 17 206 | 14 004 | 7 961 | 7 904 | 6 738 | 5 986 | 5 669 | 5 159 |
| Domy | 260   | 368   | 433   | 595   | 765    | 871    | 1 162  | 1 331  | —     | 523   | 495   | 515   | 512   | 567   |
| Tabulka zahrnuje údaje částí Červený vrch, Weiher, Žlíbek a v letech 1869–1950 též Rozbělesy. Počet domů z roku 1961 je zahrnut v domech místní části Děčín. |       |       |       |       |        |        |        |        |       |       |       |       |       |       |

## Pamětihodnosti
- Lovecký zámek hrabat Thun-Hohensteinů – barokní dvoupodlažní stavba z roku 1735, dnes sídlo děčínského muzea[9]
- Kostel sv. Františka z Assisi – jednolodní pseudorománská stavba s věží, podle projektu arch. J. Perthena z let 1856–1858. Oltářní obrazy namaloval Josef Mauder. Ze starší kaple byl přenesen renesanční alabastrový nástavec hlavního oltáře, práce saského řezbáře D. Dittricha staršího z Freibergu z roku 1605; kamenná křtitelnice z 15. století přenesena ze zrušeného krásnostudeneckého kostela
- Evangelický kostel – pseudogotická stavba z roku 1881
- Ovčí mostek – silniční most z r. 1561
- Pivovar Děčín, dům čp. 2 ulice Sofijská
- Jordanka – bývalá pobočka čokoládovny drážďanské firmy Jordan & Timaeus, dům čp. 14 na ulicích Tržní a Zbrojnická
- Budova železniční stanice čp. 89, ulice Československé mládeže
- Restaurace Pastýřská stěna – vyhlídková restaurace na Pastýřské stěně z roku 1905 (Žižkova ul. 236/6)
- Synagoga, dům čp. 663 ulice Žižkova[10]
- podmokelská tvrz – částečně dochovaná původně renesanční tvrz založená po roce 1576 Jindřichem mladším z Bünau[11] (Ústecká 1975/12)

## Doprava
Podmokly prochází první železniční koridor Praha–Drážďany, na němž zde leží železniční stanice Děčín hlavní nádraží. Na hranici Podmokel a Letné se na navazující regionální trati nachází zastávka Děčín zastávka, osobní doprava zde však od roku 2007 do roku 2021 nebyla objednávána. Od dubna 2022 byla na trati v úseku Děčín–Telnice obnovena osobní doprava, čímž tedy i na této zastávce.
Podmokly prochází silnice I. třídy I/13, která se zde kříží se silnicí I/62.